# Miljöutskottet
Miljöutskottet (MiU) är ett permanent utskott i Finlands riksdag som har till uppgift att behandla frågor gällande boende (inklusive hyreslagstiftning och bostadsstöd), byggnadsplanering och byggande, miljö- och naturvård, avfallshantering och vattenlagstiftning. Miljöutskottet består i likhet med de övriga permanenta fackutskotten av 17 medlemmar och 9 ersättare.